# Мория (Средна земя)
 Тази статия е за Властелинът на пръстените.  За историческия хълм вижте Храмов хълм.  
В творбата Властелинът на пръстените на Джон Роналд Руел Толкин Мория е отдавна изоставеният дом на джуджетата в Средната Земя.
Мория представлява огромен подземен град под Мъгливите планини. Изграден е от множество тунели, галерии и зали, както и от мините, разположени в най-долните части. Основният вход е откъм източния склон на планините, откъм езерото, което джуджетата наричат Хелед-зарам. Има обаче и втори, по-малко известен вход, наричан „Западната порта“, който е на западния склон на планините. На нея имало надпис на синдарин който гласял:
- „Еннйн Дурин Аран Мория: педо меллон а минно. Им Нарви хаин ехант: Келебримбор о Ерегион теитант и тив хин“

В превод от Синдарин означава:
- „Портите на Дурин, Владетел на Мория. Говори, приятел, и влез. Аз, Нарви, ги направих. Келебримбор от Ерегион написа тези знаци.“

Една от „забележителностите“ там е мостът на Хазад-дум – мост над дълбока пропаст, стигаща чак до основите на планините.
В пещерата в продължение на хилядолетия са живели джуджетата от рода на Дурин. Те са изградили Мория. В най-дълбоките ѝ части те откриват ценния метал митрил, който се среща много рядко. В желанието си да добият повече от него джуджетата прокопават все по-дълбоки тунели, докато не изравят балрог — демон от Старите времена, затрупан под планината по времето на голямата битка между боговете на Средната земя. Балрогът прогонва част от тях от Мория и избива останалите. По-късно Мория е населена от Гоблини.
В битка с орките пред вратите на Мория джуджетата успяват да ги победят и прогонят обратно в подземието. Не посмяват обаче да влязат вътре: единственият надникнал, Дейн Железокраки, вижда очи в очи балрога, и спира другарите си с думите:
| „ | „Там вътре има враг, който не ни е по силите. Друга сила трябва да дойде, за да го победи.“ | “ |

По-късно група джуджета, водени от Балин, успява да проникне в Мория и да завземе някои зали, но загива в схватките с Гоблините.
Другата сила, за която Дейн е говорил, се оказва Гандалф, който в схватка на моста на Хазад-дум, и след това в подземията на Мория, нагоре по Стълбата на Дурин и на върха Карадрас успява да победи и убие балрога.
След разгрома на Саурон джуджетата отново заселват Мория, и я възстановяват.
| Портал | В Портал Властелинът на пръстените можете да намерите още много страници за Властелинът на пръстените. |